# Donaupark
 (novembre 2020).

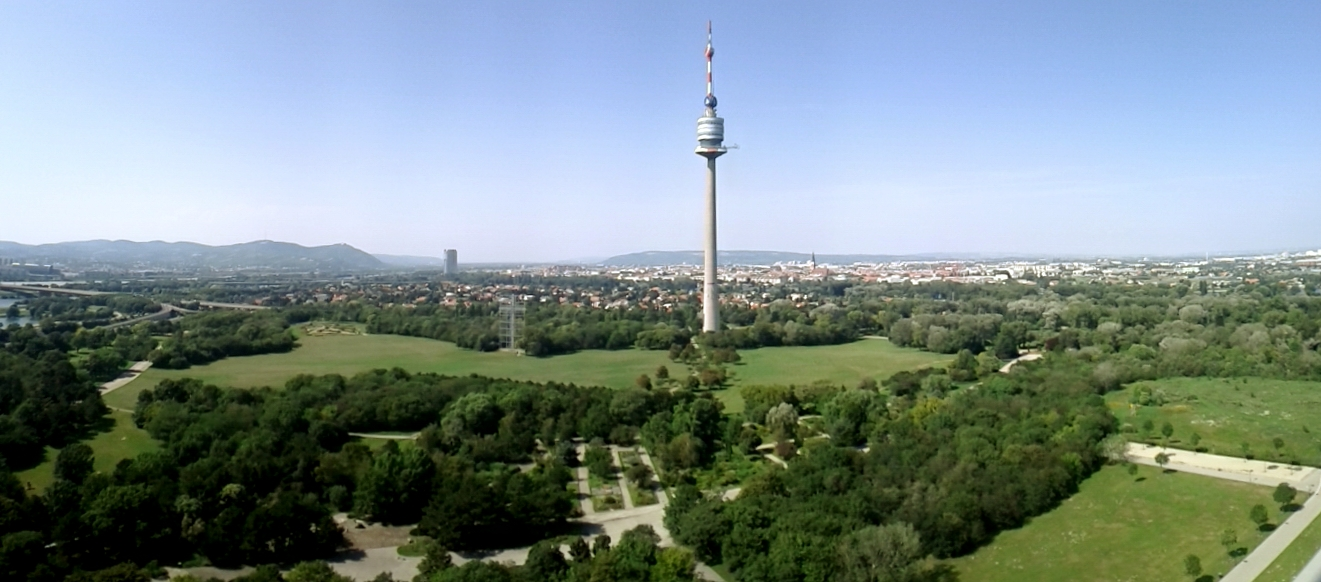
Parc du Danube avec tour du Danube

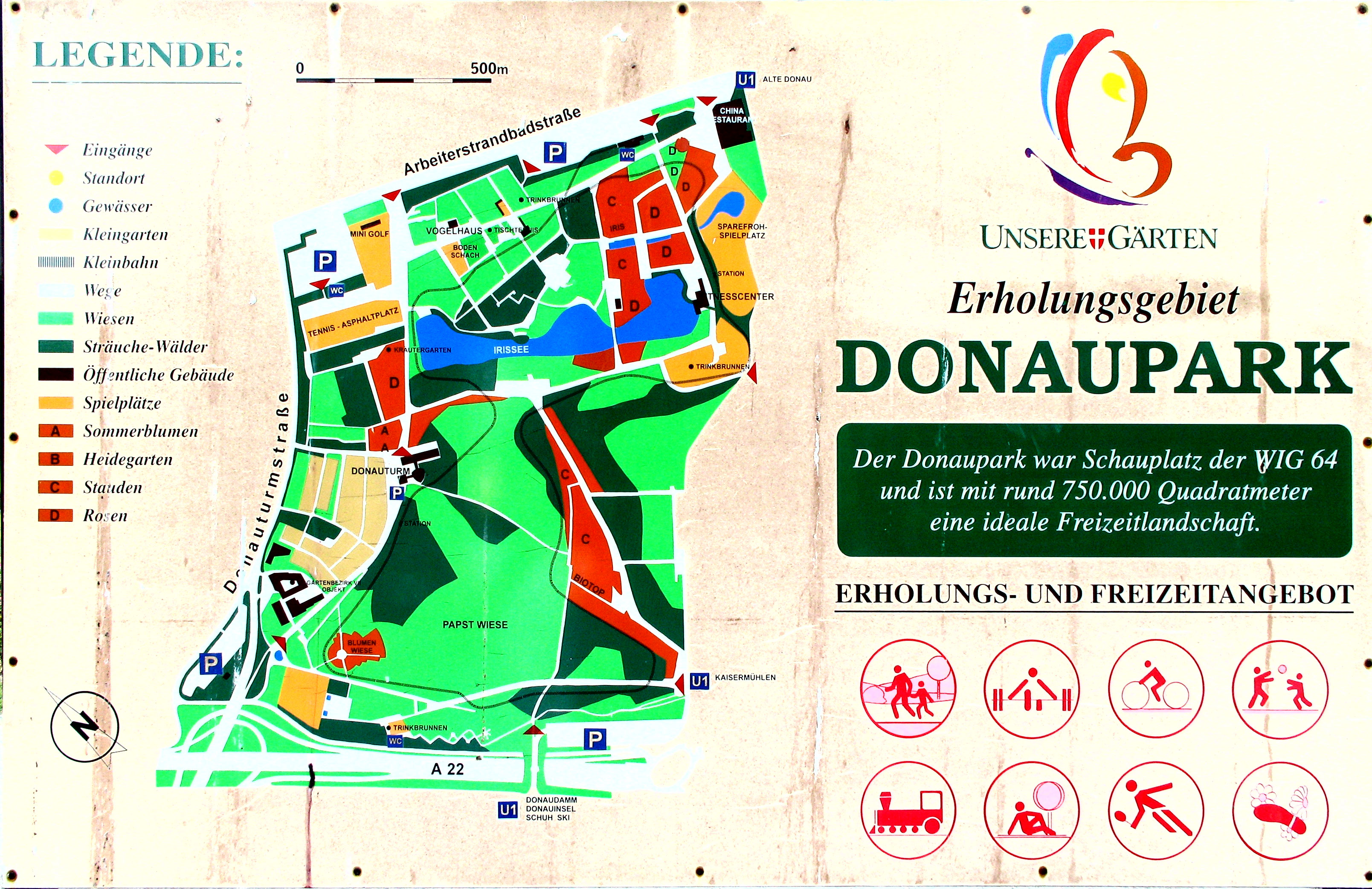
Plan du site du parc du Danube

Le Donaupark est un parc de 60 hectares situé dans le  Quartier Donaustadt à Vienne.

## Emplacement
Le Donaupark est idéalement situé entre Wagramer Strasse, le village de Bruckhaufen, Arbeiterstrandbadstrasse et Hubertusdamm. L'UNO-City avec le Centre international de Vienne et l'Austria Center Vienna sont directement connectés à Donau City, qui s'étend à l'origine jusqu'à Wagramer Straße, au sud de celui-ci la ville du Danube, puis l'ancienne Copa Cagrana avec l'île du Danube jusqu'au nouveau Danube. 

## Histoire

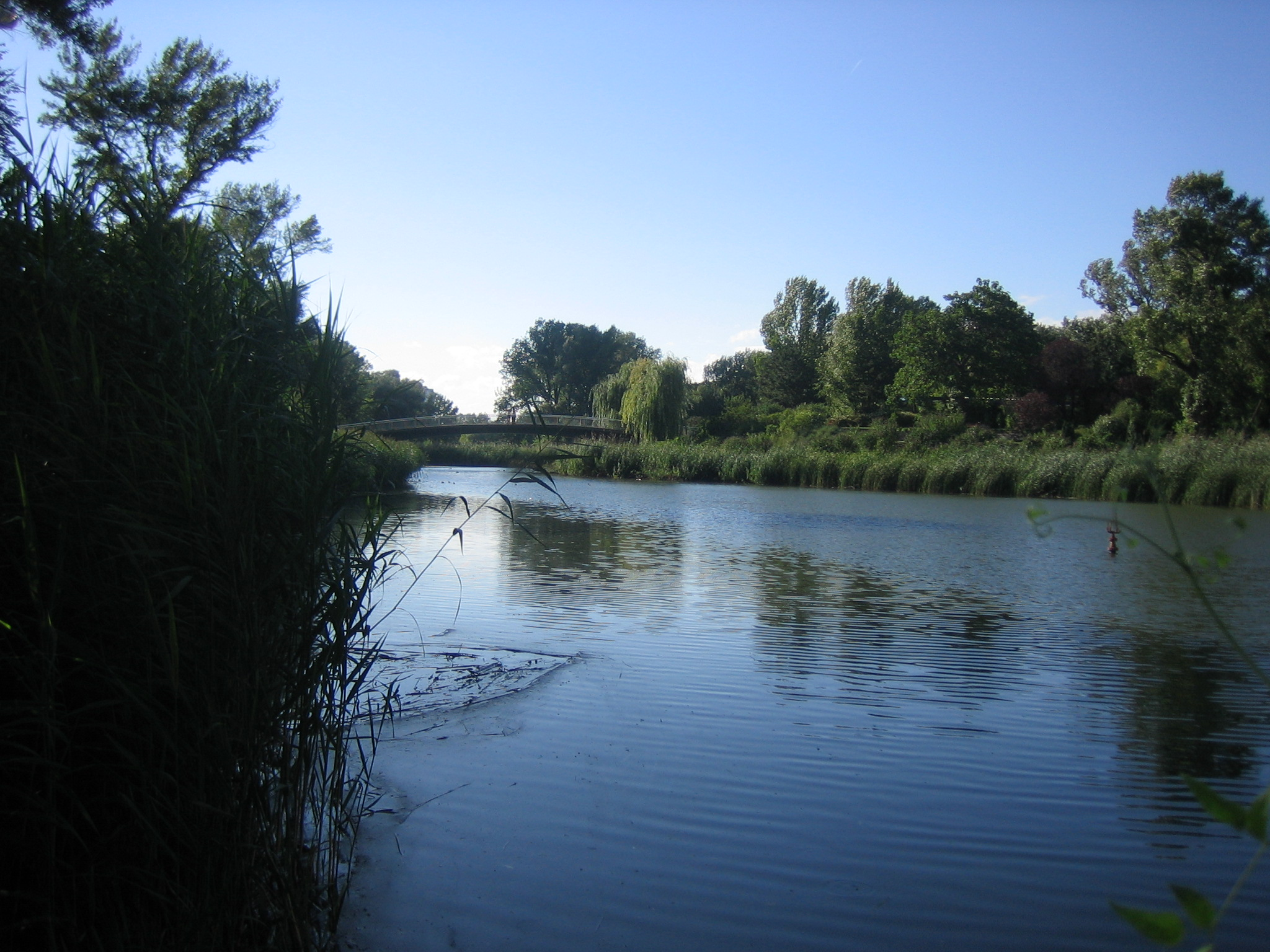
Irissee

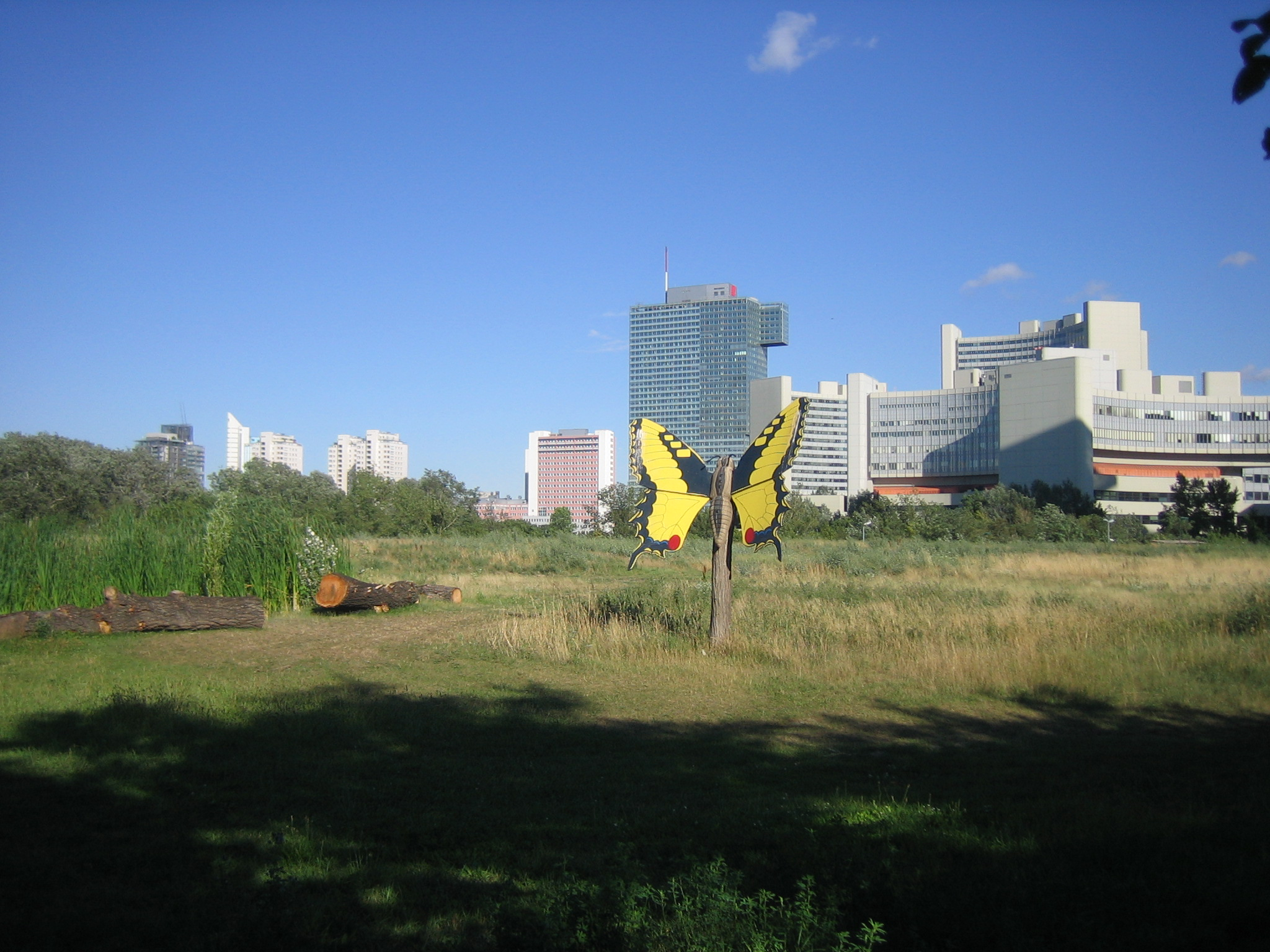
Pré aux papillons, en arrière-plan la "Ville UNO"

### Champ de tir
Entre 1871 et 1945, le champ de tir de Kagran existait ici pour la pratique des cibles par les militaires; il occupait une grande partie du parc du Danube actuel. À l'époque nazie, il a également été utilisé pour de nombreuses exécutions. Dans le nord, il y a une plaque commémorant les personnes assassinées. 

### Décharge
De 1880 à 1964, de grandes parties de la zone de l'actuel parc du Danube ont été utilisées comme dépotoir. Au début les ponts intermédiaires de l'usine à gaz stockaient du coke sur le Bruckhaufen. À partir de 1892, des sociétés de transport privées déposent également des ordures sur le site. En 1923, l'élimination des déchets a été réorganisée par l'administration de la ville. À une rampe, les déchets étaient chargés sur des camions, qui les distribuaient sur un vaste réseau de voies sur le Bruckhaufen. Le recyclage des déchets était désormais effectué par leurs propres locataires avant que les déchets ne soient compactés par des rouleaux compresseurs. La décharge a atteint à plusieurs reprises les limites de sa capacité et a dû être agrandie. En avril 1958, le maire Franz Jonas a informé la population que la ville passerait de la mise en décharge à l'incinération. L'usine d'incinération des déchets de Flötzersteig a été inaugurée en 1962, mais les déchets étaient encore déversés sur le Bruckhaufen jusqu'en 1964.

### Création du parc
Après rénovation, le site s'est offert comme zone de loisirs locale, car il se trouve à seulement 4 km à vol d'oiseau du centre-ville et à proximité de l'axe de circulation principal du Reichsbrücke. La ville de Vienne a décidé de construire le parc dans le cadre d'une exposition internationale de jardins. 
En avril 1964, le parc du Danube a été inauguré avec la tour du Danube à l'occasion du Salon international des jardins de Vienne. La Donauparkhalle a également été construite. Un télésiège et un chemin de fer à voie étroite, qui ont fonctionné jusqu'aux années 1980, ont été utilisés pour transporter les visiteurs à l'exposition. De plus, une scène flottante a été créée et il y avait un cinéma séparé. Les immeubles de grande hauteur, en particulier le Seerestaurant (aujourd'hui Korea Kulturhaus Wien) ont été planifiés par Kurt Schlauss.
Aujourd'hui, seuls quelques restes du mobilier de parc élaboré des années 1960 sont visibles.
En 1983, le pape Jean-Paul II a célébré une messe à l'occasion de la fête catholique sur une partie de 20 hectares du parc du Danube près de la tour du Danube, plus tard appelée Papstwiese, et à laquelle ont assisté environ 300 000 croyants. À cette fin, la croix du pape a été érigée, qui est restée temporaire et a été rénovée en 2011 .
Au cours de la construction de la ville de Donau, le renouvellement urgent des zones de l'ancienne décharge a été effectué. Un système de puits verrouillables mis en place en 1993 empêche les eaux souterraines polluées de s'infiltrer dans le Vieux Danube.
En 1993, le lac Iris, bordé de vieux peupliers argentés, a été renaturé. Les eaux souterraines extraites et enrichies en oxygène la traversent désormais. Les joncs, les carex, les quenouilles, les plantes à fleurs et autres forment une sorte de station d'épuration biologique. L'eau clarifiée est ensuite introduite dans le Danube.

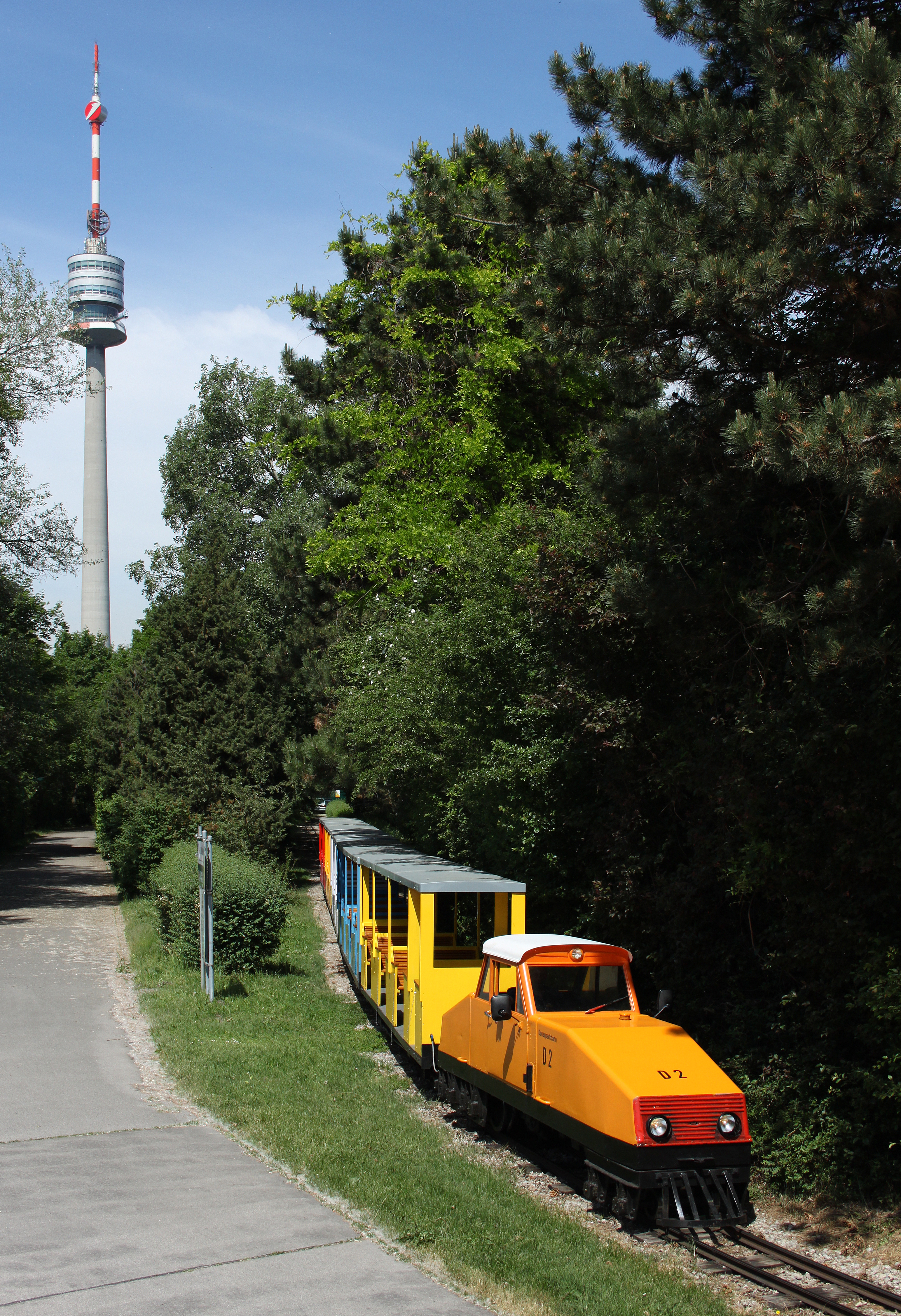
Train de la Donauparkbahn avec tour du Danube en arrière-plan

## Attractions
- Tour du Danube
- Plaque commémorative pour les victimes de la justice militaire nazie 1938-1945
- Monuments à Salvador Allende, José Martí, José de San Martín, Simón Bolívar, Che Guevara, José Gervasio Artigas  et au compositeur Üzeyir Hacıbəyov
- Plusieurs sculptures
- Pierre commémorative pour Paracelse
- Croix du pape
- Donauparkbahn
- Mosaïque de Leherb
- Maison de la culture coréenne
- Restaurant chinois du Sichuan avec jardin chinois

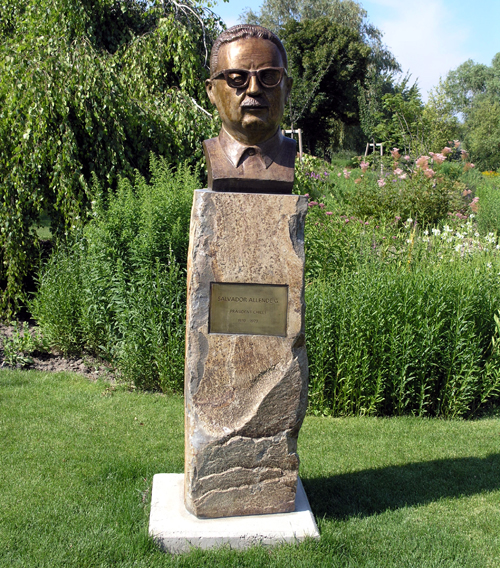
Salvador Allende
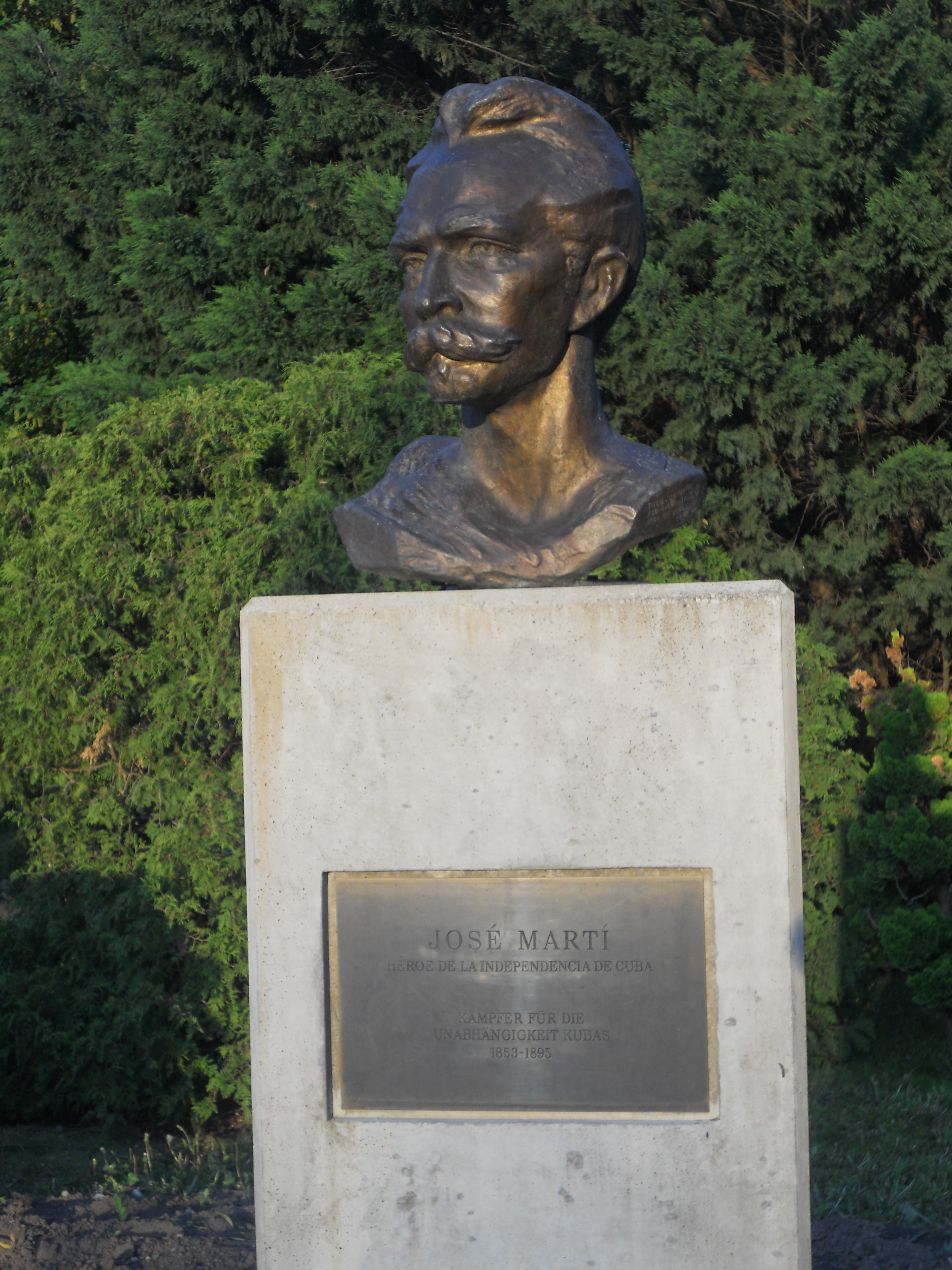
José Martí
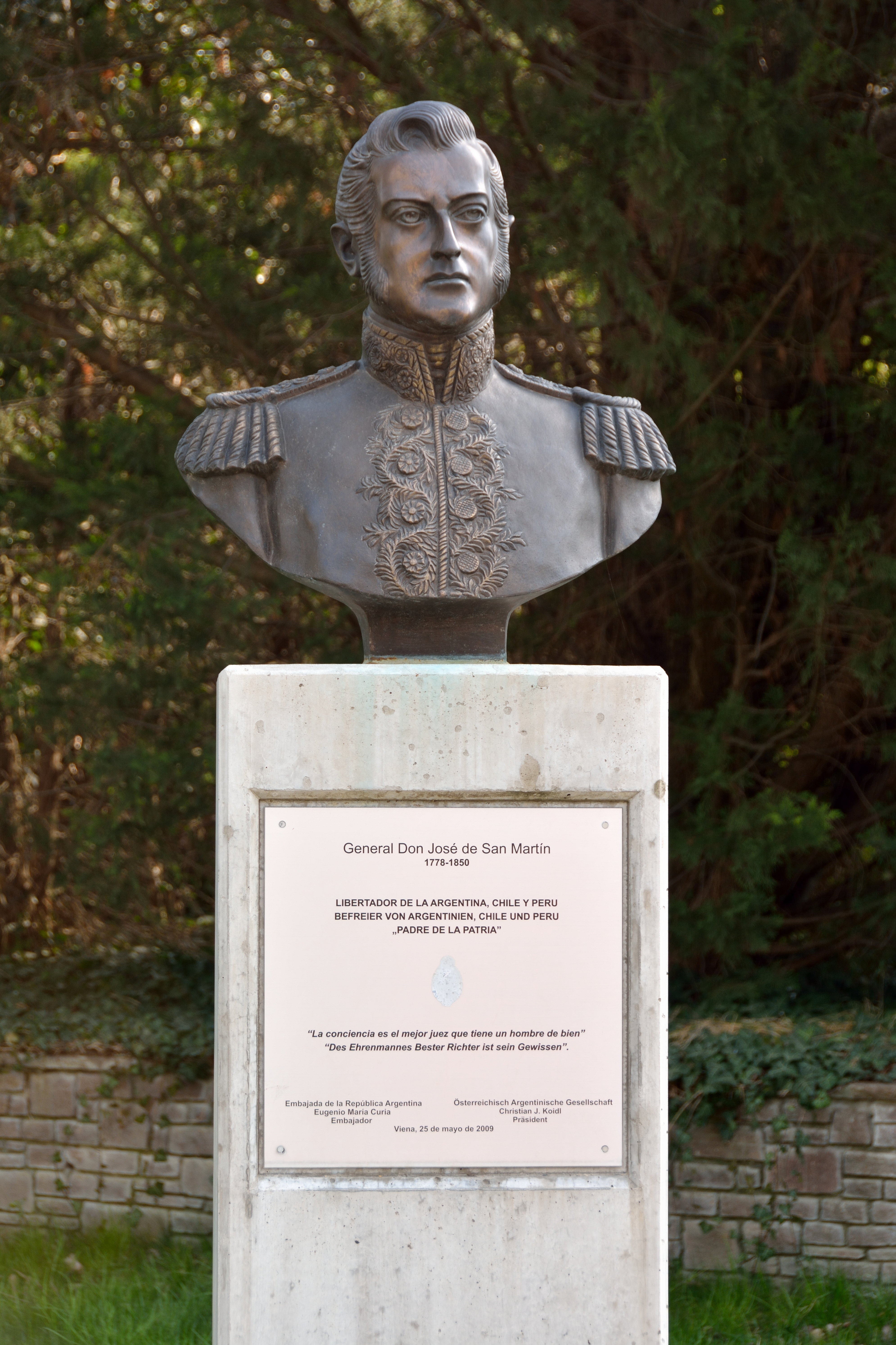
José de San Martín
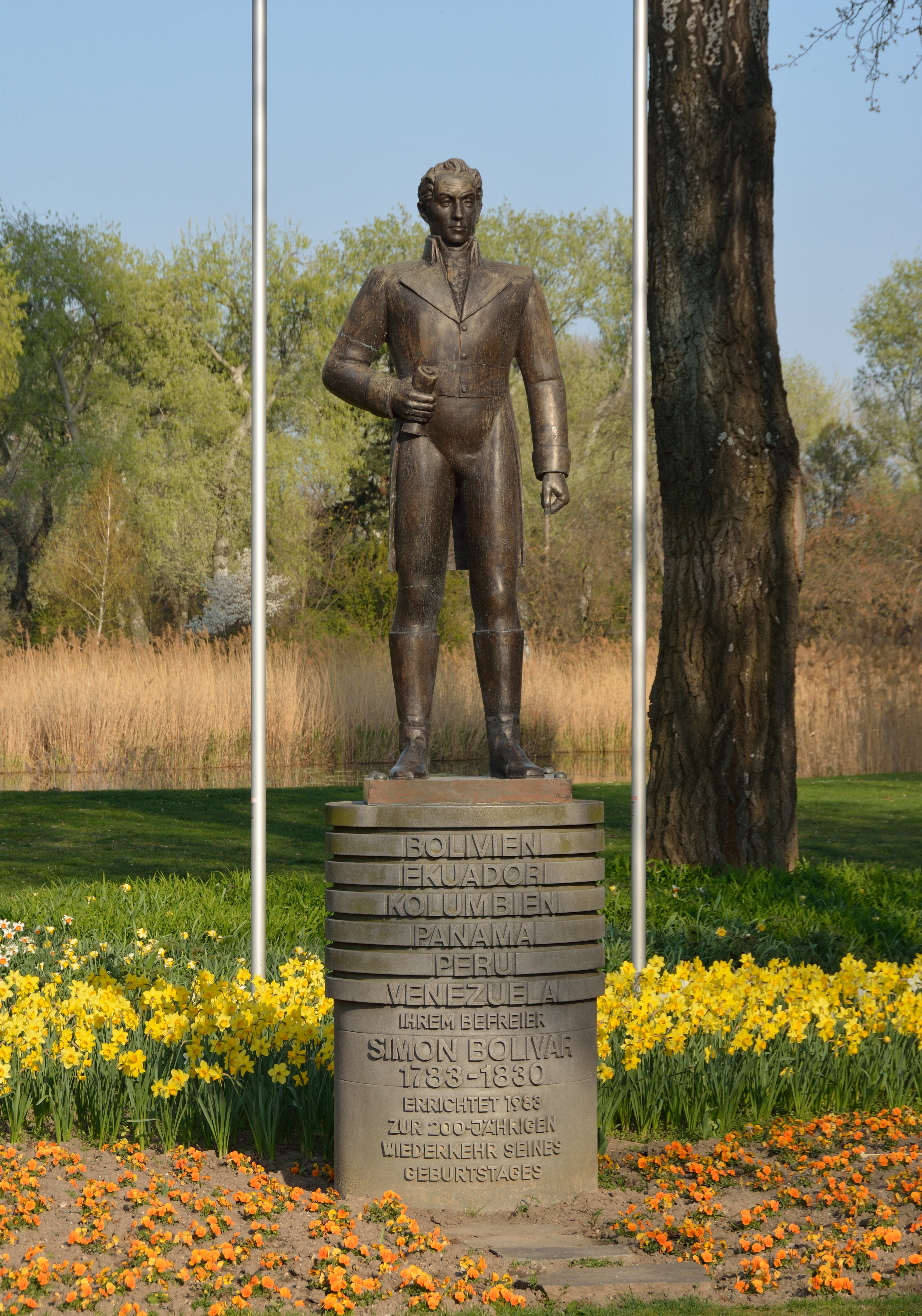
Simon Bolivar
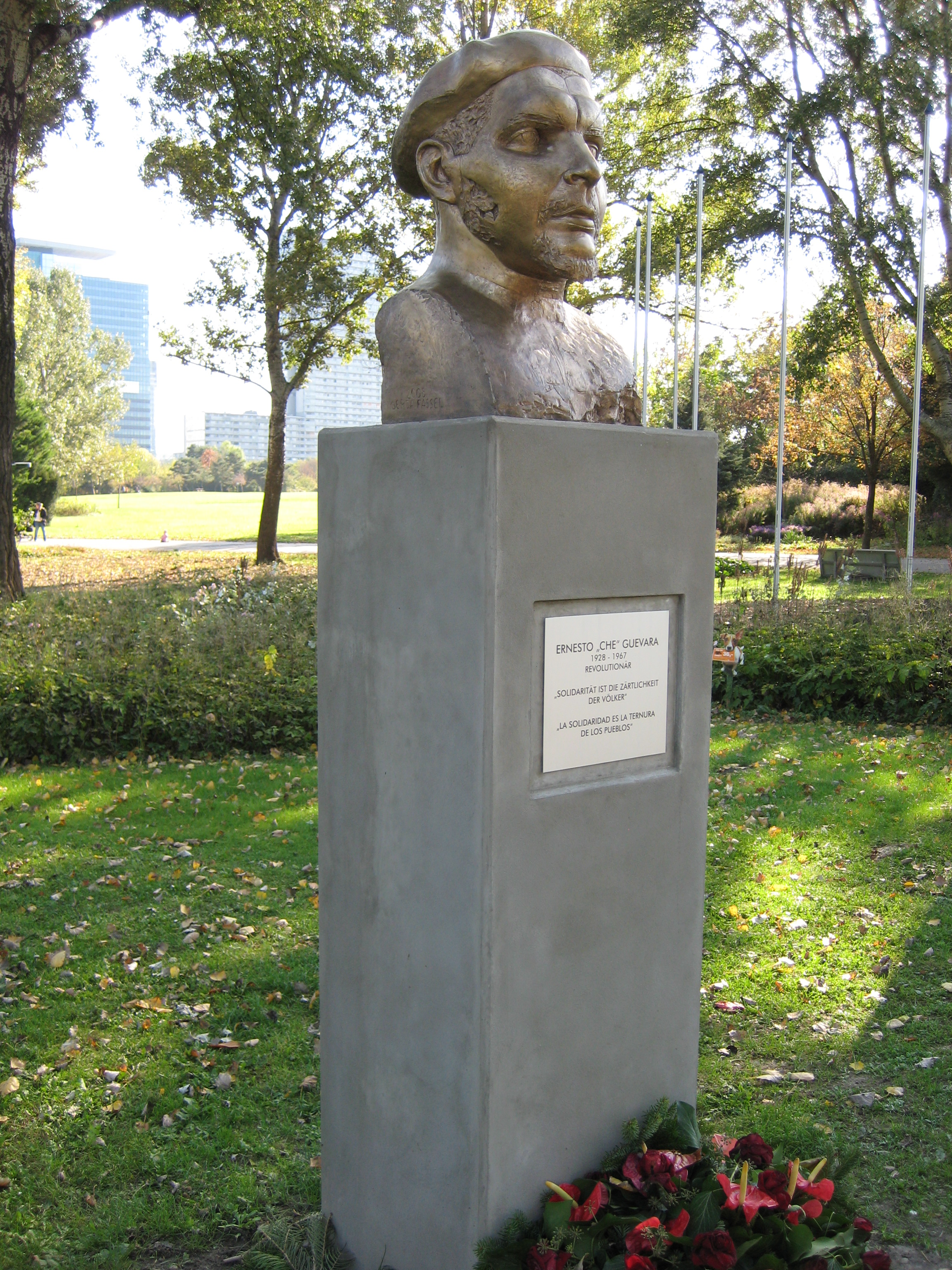
Che Guevara
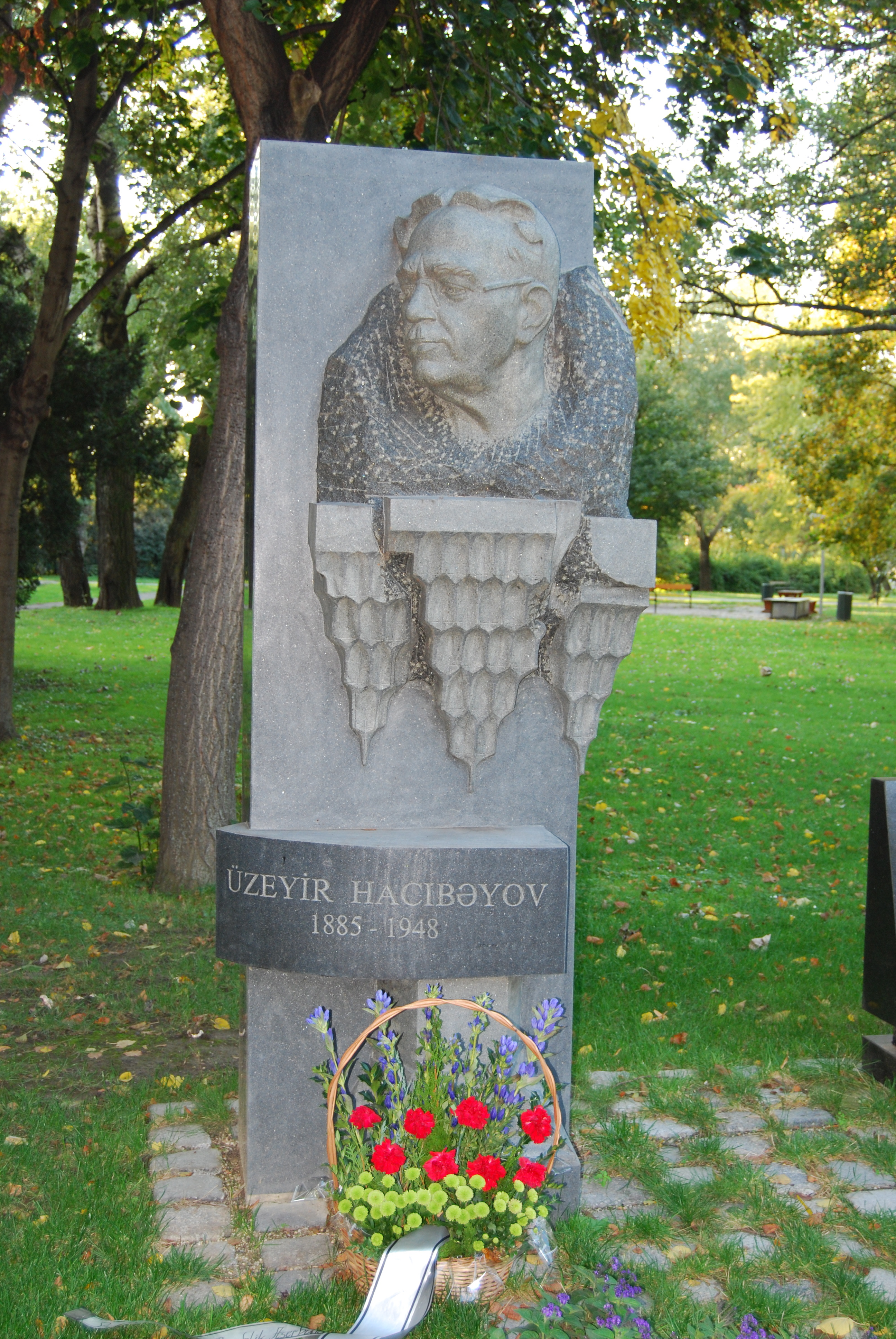
Üzeyir Hacibəyov
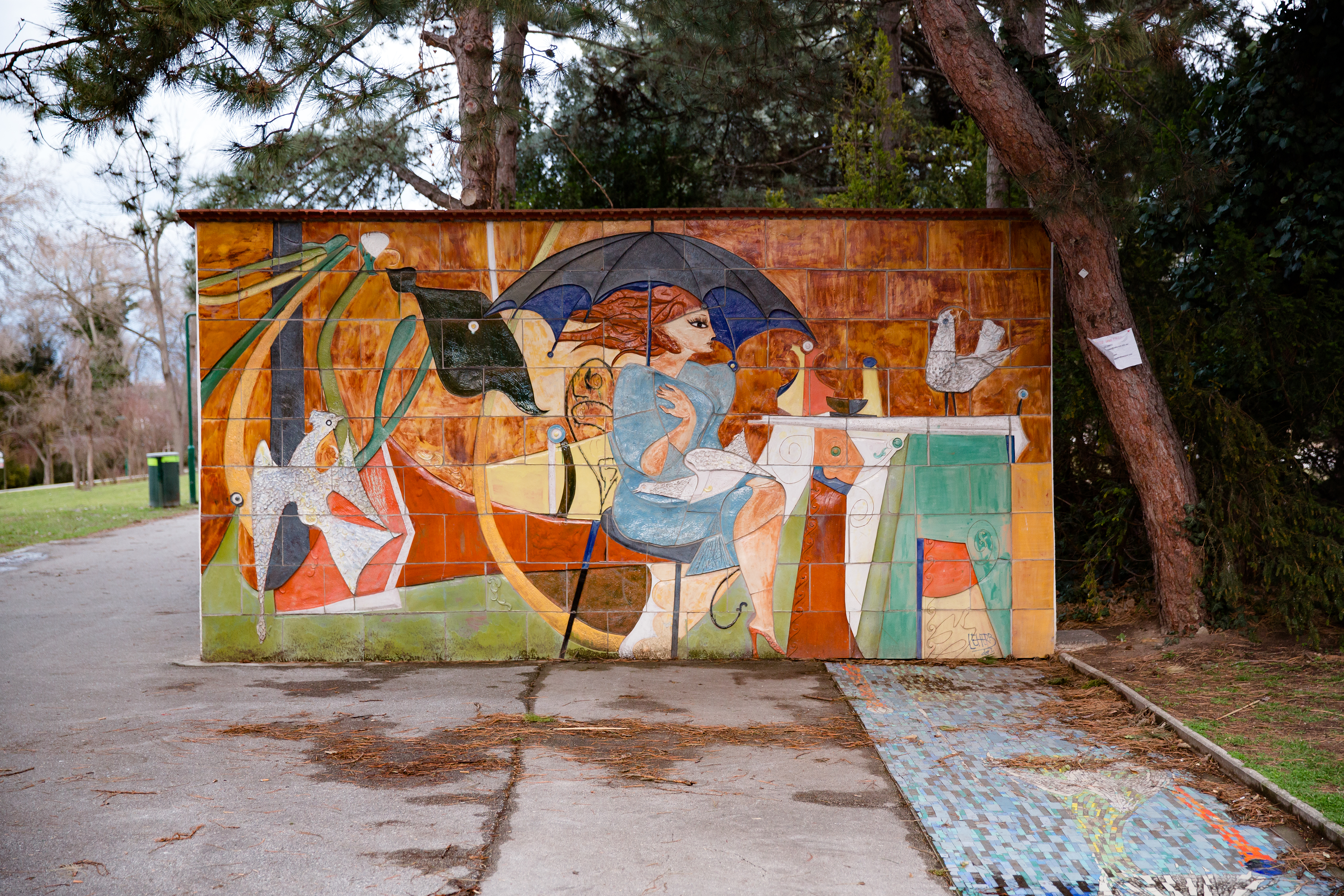
Mosaïque "In the Café" de Leherb
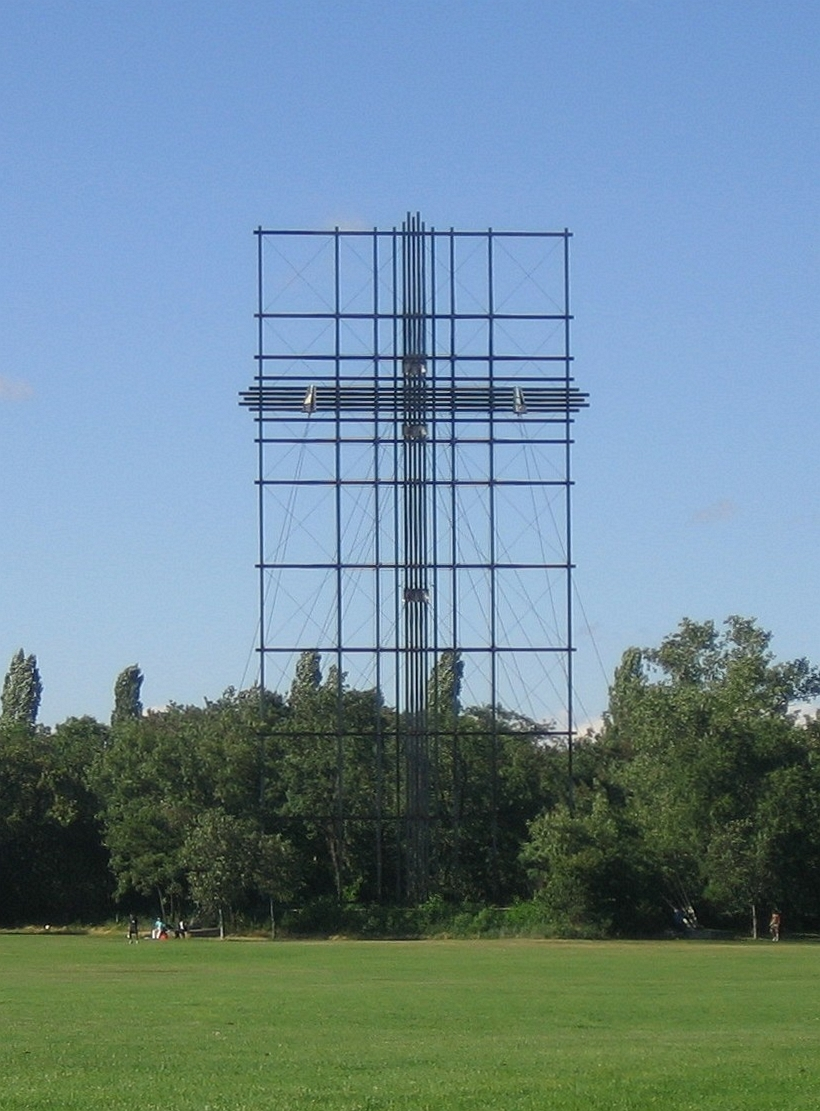
La croix du pape
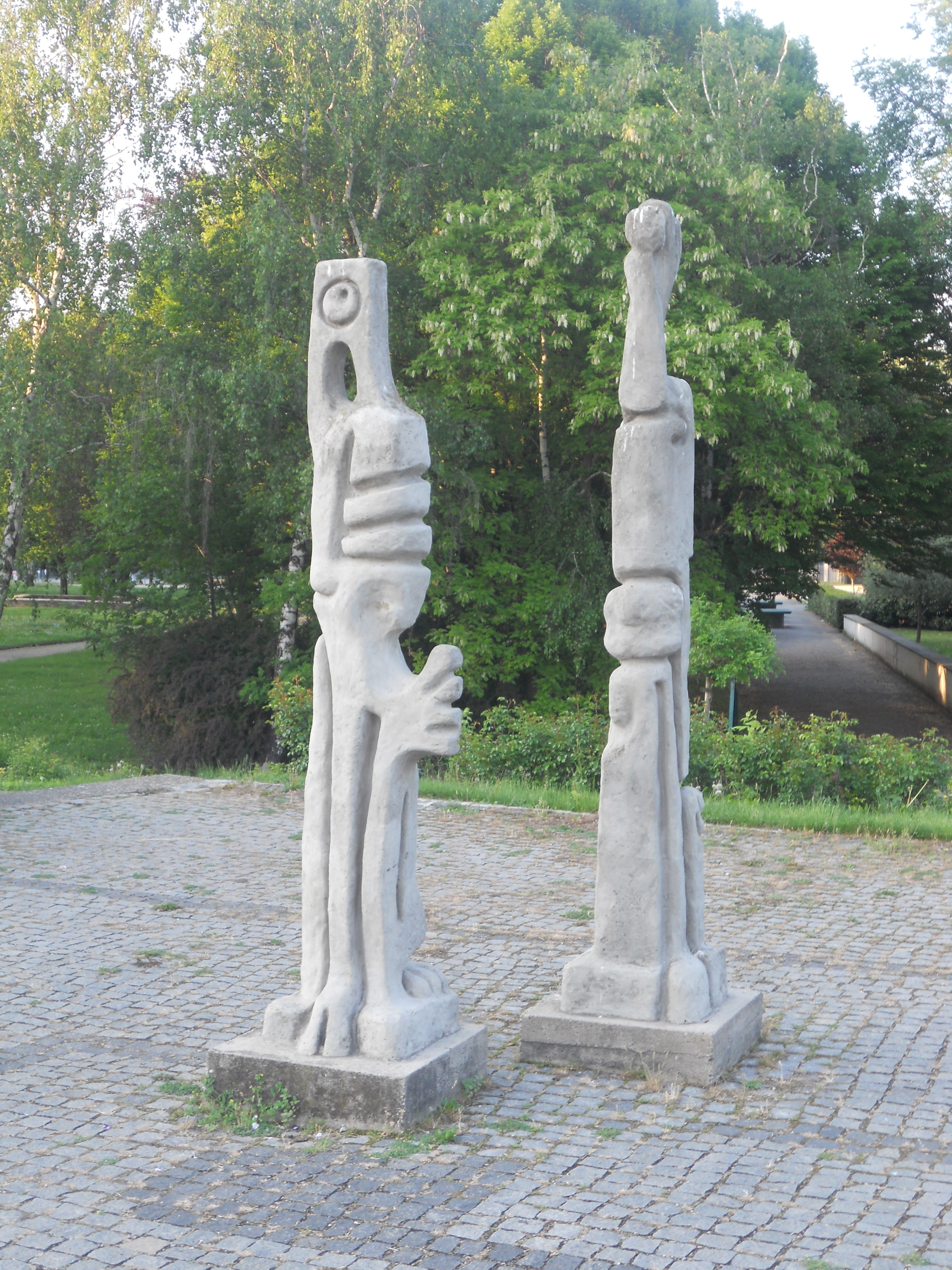
Sculpture "Roi et Reine" de Kurt Goebel
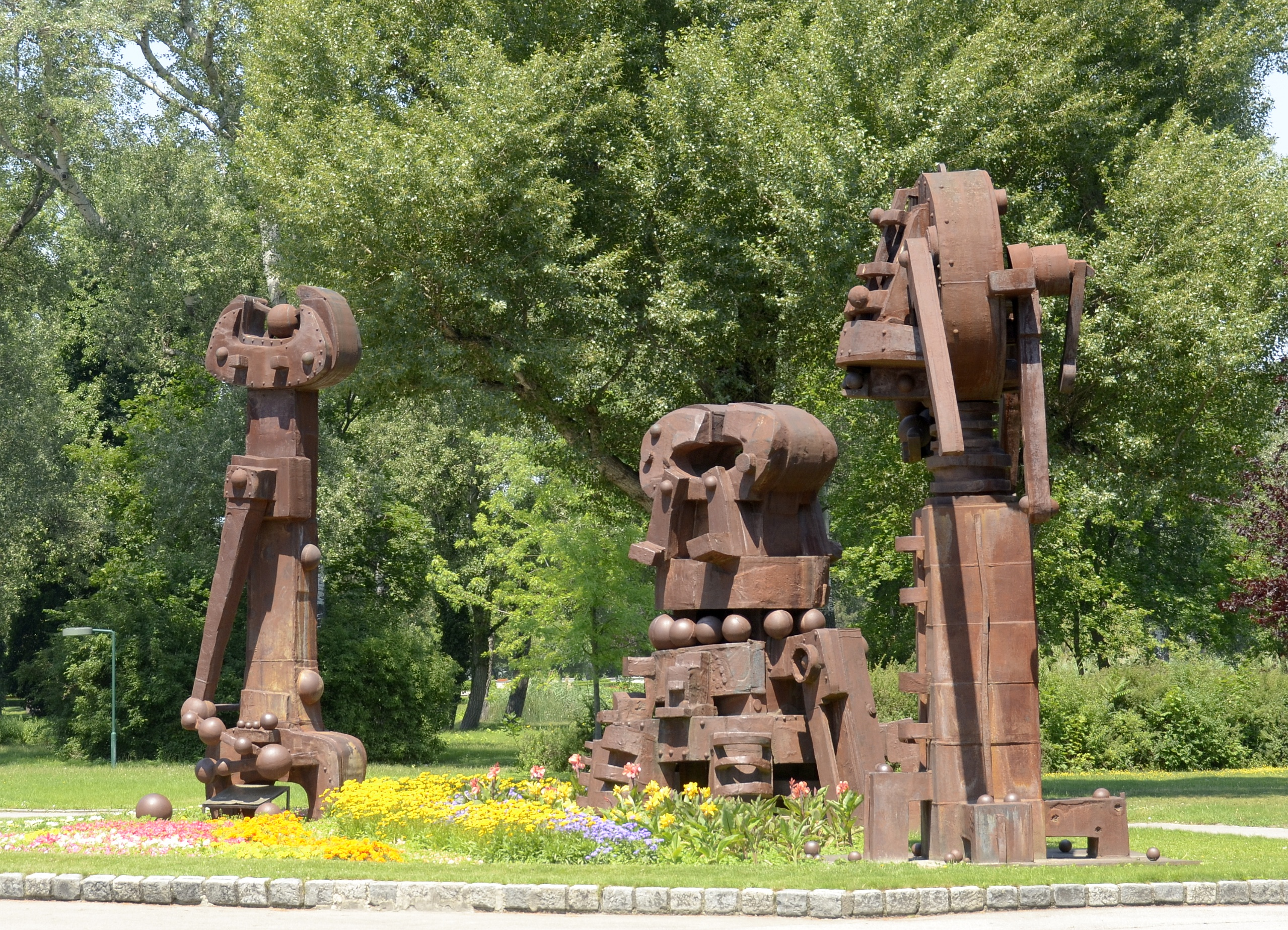
Groupe de sculptures "Le veau d'or" par Karl Anton Wolf
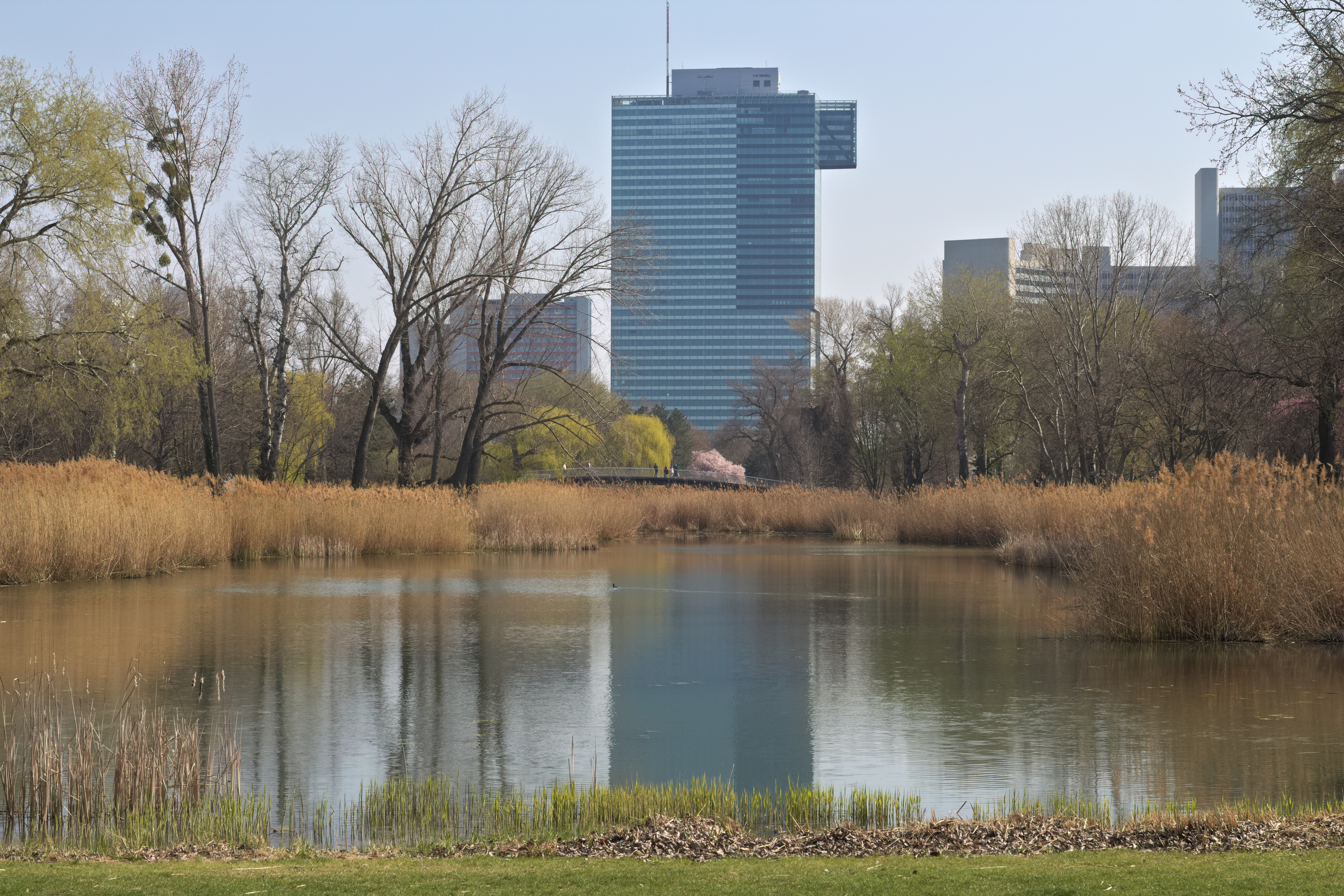
Irissee, en arrière-plan la tour IZD
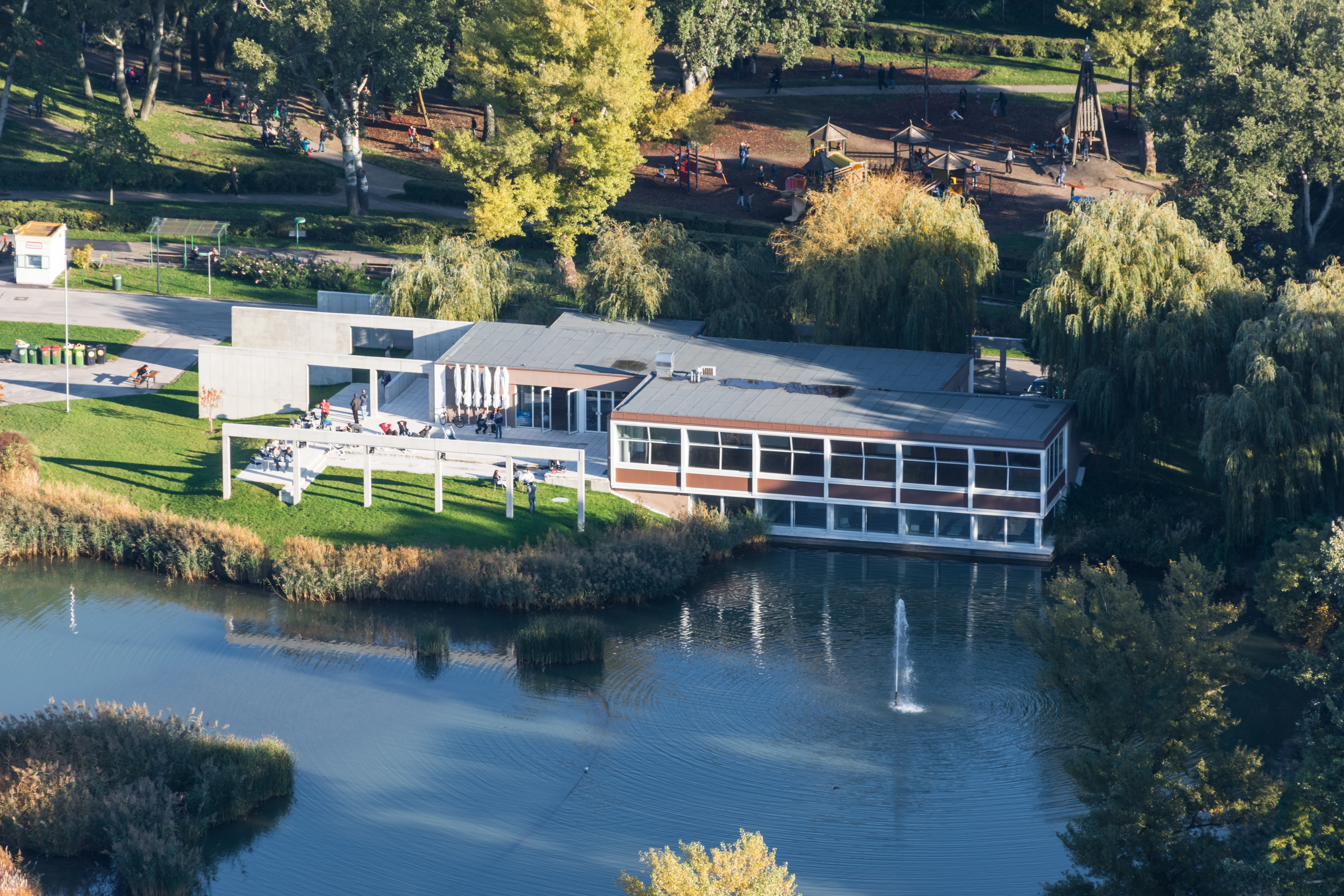
Maison de la culture coréenne sur le lac Iris
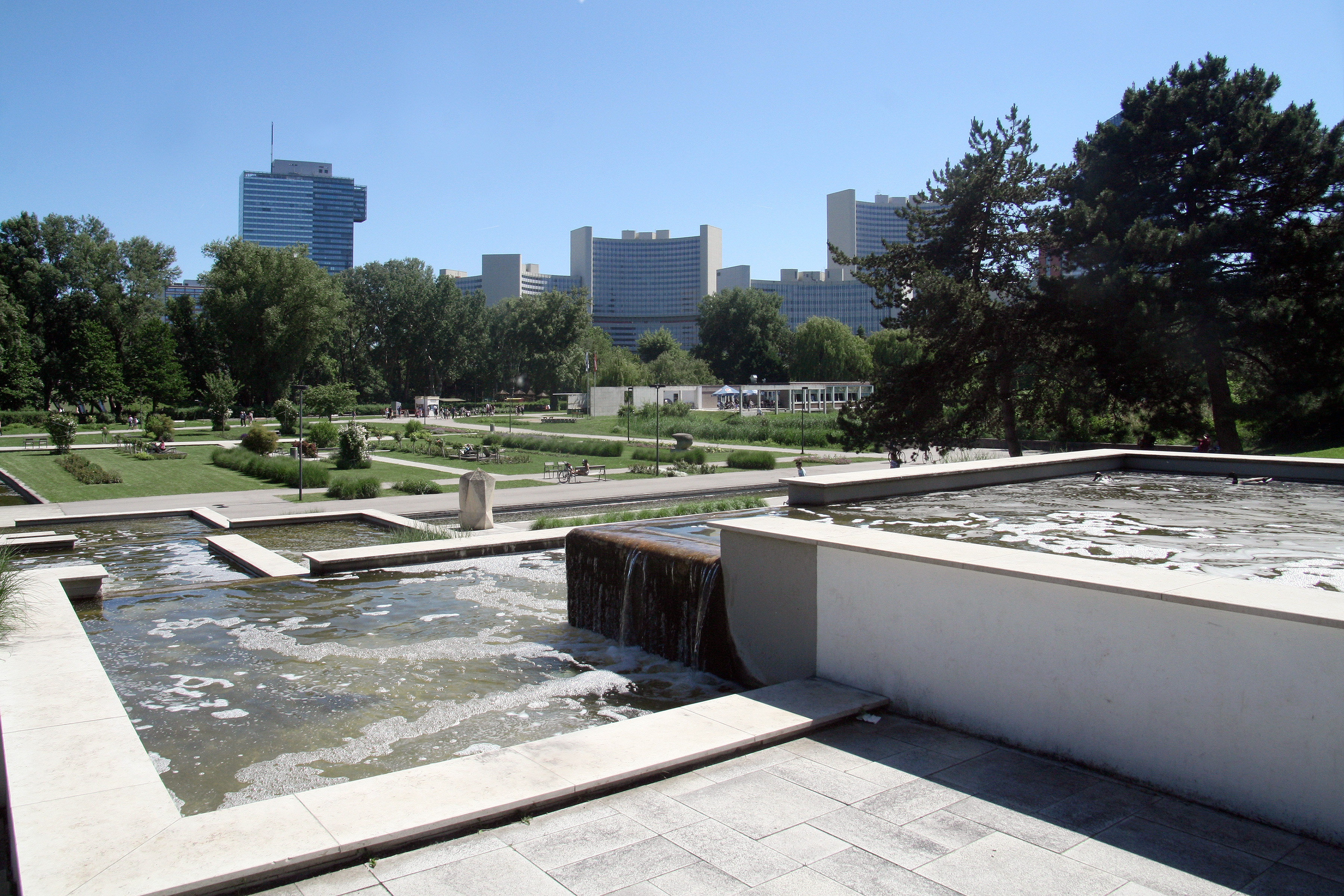
Cascades au rosarium
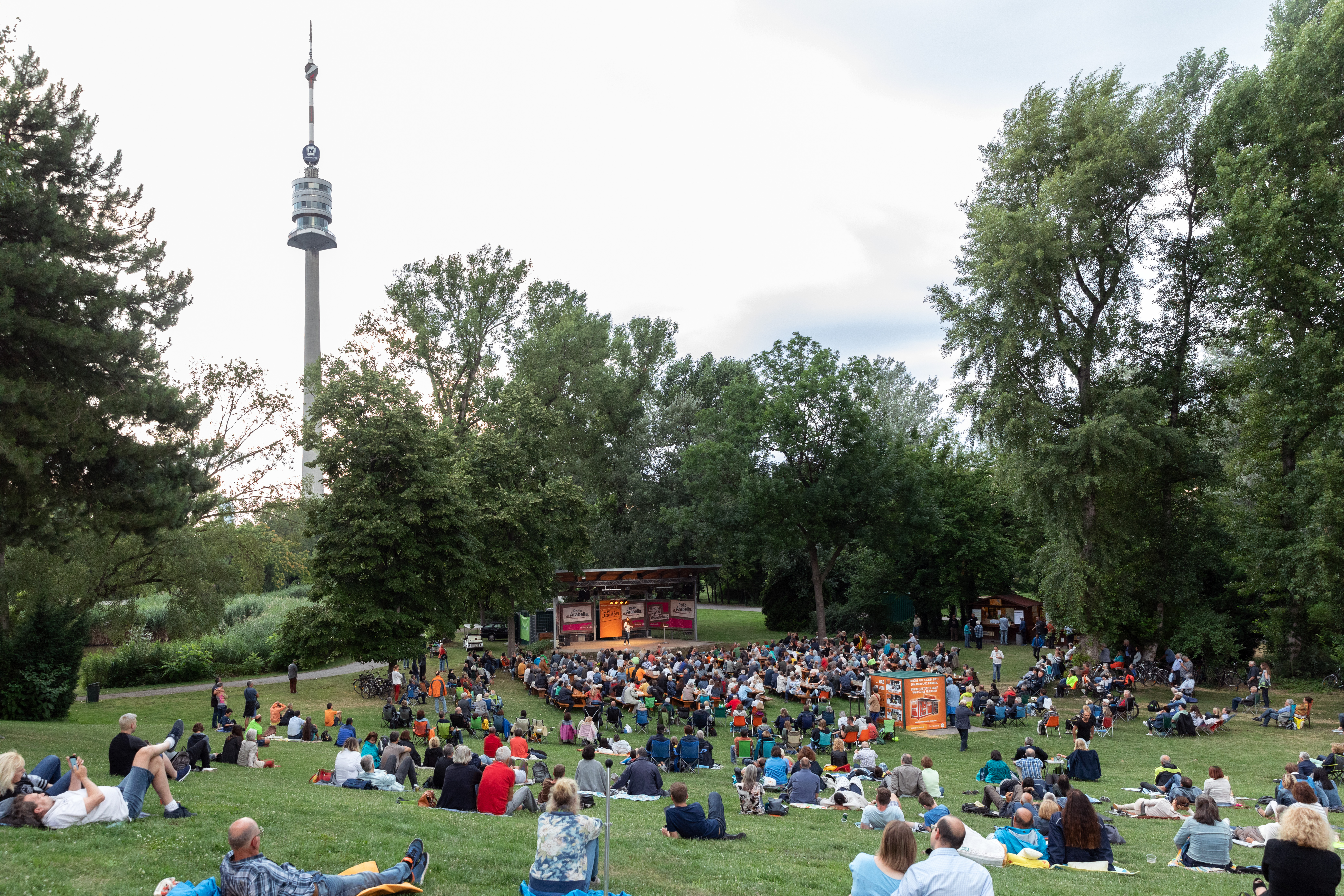
Scène dans le parc du Danube

## Littérature
- TIG ouvre aujourd'hui. Le président fédéral Schärf ouvre le salon des fleurs - portes ouvertes à partir de 13 heures. . Dans: Arbeiter-Zeitung . Vienne 16. Avril 1964, pages 1 et 5.
- Le WIG ouvre - 25 000 le premier jour. Dr. Schärf: "Le paradis en un mot" . Dans: Arbeiter-Zeitung . Vienne 17e Avril 1964, pages 1 et 5 ( attraction principale: fleurs, tour du Danube, petit train ) .
- Robert Schediwy, Franz Baltzarek: Le vert dans la grande ville - histoire et avenir des parcs européens avec une attention particulière à Vienne. Vienne 1982,  (ISBN 3-85063-125-7)
- Franz Loidl : Dévoilement de la pierre commémorative des résistants, soldats et pompiers, au stand de tir de Kagran le 5. novembre 1984. In: Série Miscellanea de l' Académie catholique de Vienne . Rangée 3, n ° 38, Vienne 1984.
- Herbert Exenberger : guide de la ville antifasciste. Vienne 1985, p. 76-77.
- Franz Loidl : commémoration macabre autour du site de tir de Kagran après 40 ans. In: Série Miscellanea de l'Académie catholique de Vienne. Rangée 3, n ° 188, Vienne 1987.
- Herbert Exenberger, Heinz Riedel: champ de tir militaire de Kagran. In: Série de publications des Archives de documentation de la résistance autrichienne (DÖW) sur l'histoire des crimes violents nazis. Vol.6, Vienne 2003, pp. 7–97.
- Lilli Licka, Ulrike Krippner: 50 ans Donaupark: vision et dimension de l'urbanisme. ( „Studie zu den stadtplanerischen Visionen und Strategien, die zur Realisierung der Wiener Internationalen Gartenschau WIG 64 und zur Errichtung des Donauparks führten. “ ) Ed. Université des ressources naturelles et des sciences de la vie, Vienne, Institut d'architecture du paysage, au nom du département municipal 18 - Développement et planification urbains. Vienne, 2011. (Texte intégral en PDF; 51 p. ).

## Liens web
- Donaupark
- Le parc du Danube à wien.gv.at.
- Donauparkbahn